# Gitta Schüßler

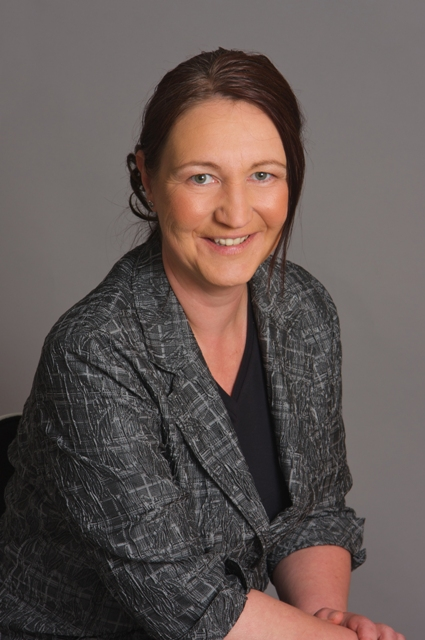
Gitta Schüßler, 2010

Gitta Andrea Schüßler (* 1. September 1961 in Burgstädt) ist eine deutsche rechtsextreme Politikerin (Die Heimat – vormals NPD). Von 2004 bis 2014 war sie Mitglied des sächsischen Landtags.

## Leben
Nach Abschluss der 10. Klasse der polytechnischen Oberschule ließ Schüßler sich zur Buchhändlerin ausbilden und wurde nach der Wende, im Rahmen einer Arbeitsbeschaffungsmaßnahme, zur Bürokauffrau/Technische Sachbearbeiterin umgeschult. Seit 1998 ist sie selbständig im Einzelhandel tätig. Sie ist verheiratet und hat drei Kinder.

## Politik
2004 wurde Schüßler über die Landesliste der NPD in den Sächsischen Landtag gewählt und war Mitglied der NPD-Fraktion. Sie war Mitglied im Ausschuss für Schule und Sport, im Ausschuss für Umwelt und Landwirtschaft sowie stellvertretendes Mitglied im Ausschuss für Soziales, Gesundheit, Familie, Frauen und Jugend und im Petitionsausschuss. Am 21. Januar 2005 verließ Schüßler mitsamt der übrigen NPD-Fraktion den Sitzungssaal des sächsischen Landtags. Sie wollte nicht an einer Gedenkminute für die Opfer des Nationalsozialismus teilnehmen, nachdem der Landtag sich geweigert hatte, auch eine Gedenkminute für deutsche Kriegsopfer abzuhalten. Bei der Bundestagswahl 2005 kandidierte sie erfolglos im Bundestagswahlkreis Chemnitzer Land – Stollberg. Schüßler ist Geschäftsführerin und Schatzmeisterin im Kreisverband Zwickau-Westsachsen der NPD. Zusammen mit Katharina Becker und Judith Rothe gründete Schüßler am 16. September 2006 in Sachsen-Anhalt den „Ring Nationaler Frauen“ als bundesweite Frauenorganisation der NPD. Ihr Amt als Bundessprecherin dieser Organisation legte sie nach einem Misstrauensantrag 2009 nieder.